# Кислов, Пётр Михайлович
Пётр Михайлович Кислов (1906—1968) — капитан Советской Армии, участник Великой Отечественной войны, Герой Советского Союза (1944).

## Биография
Пётр Кислов родился 29 декабря 1906 года в городе Коломна (ныне — Московская область). После окончания начальной школы и Высшей коммунистической сельскохозяйственной школы в Рязани работал токарем и мастером на Коломенском моторемонтном заводе, а позднее по партийной мобилизации — председателем колхоза, начальником политотдела машинно-тракторной станции, председателем Путятинского райисполкома Рязанской области. В 1941 году Кислов был призван на службу в Рабоче-крестьянскую Красную Армию. С января 1942 года — на фронтах Великой Отечественной войны. К октябрю 1943 года старший лейтенант Пётр Кислов был заместителем по политической части командира батальона 568-го стрелкового полка 149-й стрелковой дивизии 18-го стрелкового корпуса 65-й армии Белорусского фронта. Отличился во время битвы за Днепр.
16 октября 1943 года Кислов, будучи в составе штурмовой группы, переправился через Днепр в районе деревни Щитцы Лоевского района Гомельской области Белорусской ССР и ворвался в немецкую траншею, уничтожив несколько солдат и офицеров противника. В том бою он получил ранение, но продолжал сражаться.
Указом Президиума Верховного Совета СССР «О присвоении звания Героя Советского Союза генералам, офицерскому, сержантскому и рядовому составу Красной Армии» от 15 января 1944 года за «образцовое выполнение боевых заданий командования на фронте борьбы с немецкими захватчиками и проявленными при этом отвагу и геройство» старший лейтенант Пётр Кислов был удостоен высокого звания Героя Советского Союза с вручением ордена Ленина за номером 10923 и медали «Золотая Звезда» за номером 2622.
В 1945 году Кислов окончил военно-политическое училище. В 1946 году в звании капитана он был уволен в запас. Вернулся в Рязань, работал в Рязанском областном финотделе. Скончался 14 декабря 1968 года, похоронен на Скорбященском кладбище Рязани.
Был также награждён двумя орденами Отечественной войны 1-й степени и рядом медалей.
Бюст Кислова установлен в Коломне.